# Teorema di Cauchy-Kovalevskaya
In analisi matematica, il teorema di Cauchy-Kovalevskaya è un importante risultato di esistenza e unicità per equazioni alle derivate parziali con coefficienti analitici associate a problemi di Cauchy. Questo teorema è dovuto a Augustin Cauchy (1842) in un caso particolare e a Sof'ja Kovalevskaja (1875) in generale.

## Primo ordine
Si consideri un sistema di EDP di m variabili dipendenti e n + 1 variabili indipendenti:
{\displaystyle {\partial u_{i} \over \partial t}=F_{i}\left(u_{1},\ldots ,u_{m};t,x_{1},...x_{n};{\partial u_{1} \over \partial x_{1}},\ldots ,{\partial u_{m} \over \partial x_{n}}\right)}
in cui {\displaystyle F_{1}\dots ,F_{m}} sono analitiche in un intorno del punto {\displaystyle (u_{1}^{0},\ldots ,u_{m}^{0};t^{0},x_{1}^{0},\ldots ,x_{n}^{0})} con condizioni iniziali:
{\displaystyle u_{i}=f_{i}(x_{1},\ldots ,x_{n})}
per il tempo iniziale {\displaystyle t=t_{0}}, e le {\displaystyle f_{1}\dots ,f_{m}} sono analitiche in un intorno del punto {\displaystyle (x_{1}^{0},\ldots ,x_{n}^{0})} tale che {\displaystyle u_{i}^{0}=f_{i}(x_{1}^{0},\ldots ,x_{n}^{0})}.
Allora esiste un'unica soluzione analitica in un intorno del punto considerato.
Si tratta di un risultato di esistenza locale: non assicura cioè che la soluzione sia definita in tutto lo spazio. Un'importante considerazione è che il tipo di equazione (parabolica, ellittica, iperbolica) è irrilevante. Con semplici trasformazioni si può generalizzare leggermente il teorema: con un cambio di variabile {\displaystyle t'=t-\phi (x_{1},\ldots ,x_{m})} si può supporre che le condizioni iniziali siano date su una varietà generica piuttosto che sul piano {\displaystyle t=t_{0}}.
Una dimostrazione si ricava espandendo in serie formale di potenze entrambi i membri della EDP.

## Ordine superiore
Se {\displaystyle F} e {\displaystyle f_{j}} sono analitiche in un intorno dello zero, allora il problema di Cauchy non-lineare:
{\displaystyle \partial _{t}^{k}h=F\left(x,t,\partial _{t}^{j}\,\partial _{x}^{\alpha }h\right)\qquad j<k\quad |\alpha |+j\leq k}
con condizione iniziale:
{\displaystyle \partial _{t}^{j}h(x,0)=f_{j}(x)\qquad 0\leq j<k}
possiede una soluzione unica in un intorno dello zero. Ciò segue dal caso di ordine 1 considerando il fatto che la derivata di {\displaystyle h} nel membro a destra può essere vista come la componente di una funzione vettoriale.
Per esempio, l'equazione del calore:
{\displaystyle \partial _{t}h=\partial _{x}^{2}h}
con la condizione:
{\displaystyle h(0,x)={1 \over 1+x^{2}}}
per {\displaystyle t=0}, posside un'unica soluzione espandibile in serie formale di potenze attorno al punto {\displaystyle (0,0)}, che tuttavia non converge per tutti i valori di {\displaystyle t} diversi da 0, e quindi non si hanno soluzioni analitiche in un intorno dell'origine.

## Il teorema di Cauchy-Kowalevski-Kashiwara
Il teorema di Cauchy-Kowalevski-Kashiwara fornisce una generalizzazione per sistemi lineari di equazioni alle derivate parziali che si deve a Kashiwara (1983). Tale risultato include una formulazione coomologica presentata attraverso il linguaggio dei D-moduli.
Ad esempio, dato {\displaystyle n\leq m}, sia {\displaystyle Y=\{x_{1}=\cdots =x_{n}\}}. Il sistema {\displaystyle \partial _{x_{i}}f=g_{i},i=1,...,n,} possiede una soluzione {\displaystyle f\in \mathbb {C} \{x_{1},...,x_{m}\}} se e solo se le condizioni {\displaystyle \partial _{x_{i}}g_{j}=\partial _{x_{j}}g_{i}} sono soddisfatte. Per avere una soluzione unica si deve incorporare una condizione iniziale {\displaystyle f|_{Y}=h}, dove {\displaystyle h\in \mathbb {C} \{x_{n+1},...,x_{m}\}}.